# Scheuren (Berno)
Scheuren – gmina (niem. Einwohnergemeinde) w Szwajcarii, w kantonie Berno, w regionie administracyjnym Seeland, w okręgu Biel/Bienne. Leży nad Kanałem Nidau-Büren.

## Demografia
W Scheuren mieszka 475 osób. W 2020 roku 6,5% populacji gminy stanowiły osoby urodzone poza Szwajcarią.